# Anikó Ducza-Jánosi
Anikó Ducza-Jánosi, née le 8 août 1942 à Budapest, est une gymnaste artistique hongroise. 

## Palmarès

### Jeux olympiques
- Tokyo 1964
  -  médaille de bronze au sol

### Championnats du monde
- Prague 1962
  -  médaille de bronze à la poutre